# Condado de Woodruff
O Condado de Woodruff é um dos 75 condados do estado americano do Arkansas. Sua sede de condado é Augusta.
O condado possui uma área de 1 538 km² (dos quais 18 km² estão cobertos por água), uma população de 8 741 habitantes, e uma densidade populacional de 3 hab/km² (segundo o censo nacional de 2000).
O condado foi fundado em 26 de novembro de 1862.